# Argentona Bocs
Argentona Bocs (español: Chivos de Argentona) es un club deportivo de fútbol americano de Argentona (Barcelona) España que compite en la Liga Catalana de Fútbol Americano.

## Historia
Fue fundado oficialmente en 1992, aunque su origen data de octubre de 1990, cuando el profesor de educación física del colegio Francesc Burniol de Argentona, Raúl Paloma, crea un equipo juvenil denominado 'Argentona BOCS que compitió en la Liga Catalana Junior de Fútbol Americano de la temporada 1990-91. Comenzó a competir en categoría absoluta (senior) en 1992. Desde entonces compite en la Liga Catalana de Fútbol Americano, que ha ganado en 1995, 2001, 2014, 2015 y 2017.
También compitió en LNFA 2 hasta la temporada 2008.
Su equipo juvenil ganó la Liga Nacional de Fútbol Americano Júnior en 2010.

## Jugadores destacados
De sus categorías inferiores han salido dos jugadores que jugaron en la División III de la NCAA norteamericana. Se trata de:
- Stephan Jonsson Hurtado, outsider linebacker de UW-Whitewater Warhawks (Universidad de Wisconsin-Whitewater), equipo que ha disputado los cuatro últimos Stagg Bowls (2005, 2006, 2007 y 2008). En su etapa ganó 3 anillos de 4 posibles, siendo el último en el año 2010.
- Mats Jonsson Hurtado, quarterback de Lawrence Vikings (Universidad Lawrence).